# Марґарет Мітчелл
Марґарет Манерлін Мітчелл (англ. Margaret Munnerlyn Mitchell; 8 листопада 1900, Атланта, штат Джорджія — 16 серпня 1949, там само) — американська письменниця та журналістка. Авторка роману-бестселера «Звіяні вітром» (1936), що отримав Пулітцерівську премію, перекладений 37 мовами світу, а екранізація 1939 року отримала 8 премій «Оскар».

## Ранні роки. Журналістська робота
Марґарет Мітчелл народилася 8 листопада 1900 року в Атланті, штат Джорджія, в родині адвоката Юджина Мітчелла (Eugene Muse Mitchell), який був ще й істориком-краєзнавцем, і Марії Ізабелли (Mary Isabel), часто згадуваної як Мейбелл («Maybelle»), яка була однією з перших леді Атланти, учасницею різноманітних благодійних товариств і активною суфражисткою. У неї було два брати, Рассел Стівенс Мітчелл (Russell Stephens Mitchell), який помер у дитинстві в 1894 році, і Олександр Стівенс Мітчелл (Alexander Stephens Mitchell), що народився в 1896 році.
Дитинство Марґарет минуло в оточенні ветеранів Громадянської війни і родичів по материнській лінії, які жили під час війни. Вразлива дівчина завжди захоплювався історіями про Громадянську війну, які розповідали батьки.
Почавши навчання, вона спочатку відвідує Вашингтонську семінарію в Атланті, потім у 1918 році вступає до престижного жіночого Смітського коледжу в штаті Массачусетс. Не закінчивши його, повернулася в рідне місто, отримавши звістку про смерть матері від великої пандемії «іспанського» грипу в 1918 (Мітчелл пізніше використає цю важливу сцену зі свого життя, щоб інсценувати трагедію Скарлетт, яка дізналася про смерть матері від тифу, повернувшись на плантацію Тари).
У 1922 році під ім'ям Пеггі (її шкільне прізвисько) Мітчелл починає роботу журналістки і стає провідною репортеркою газети «Атланта Джорнал».
Того ж року вона одружилася з Беррі Кіннардом Апшоу. Шлюб протривав 10 місяців: Беррі пив і часто бив її, а заставши його з покоївкою, Марґарет, не замислюючись, подала на розлучення. Про це ще багато років продовжувала пліткувати її рідня: з усіх поколінь дружин в їх родині Марґарет першою дозволила собі розлучення. На початку XX століття розлучення в південних штатах Америки було нонсенсом. Але її не злякали судові зволікання і бюрократичні перешкоди. У 1924 році вона повернула собі дошлюбне прізвище.
Другим її чоловіком став Джон Марш — давній шанувальник, закоханий в неї вже багато років. Заради неї він покинув високооплачувану роботу в Вашингтоні і переїхав до Атланти. У 1925 році пара одружилася. Мітчелл пішла з газетного бізнесу, щоб зайнятися літературною творчістю.

## Роман «Звіяні вітром»
З 1926 по 1933 рік Марґарет Мітчелл писала, абсолютно не будучи впевненою в своєму творінні. Надруковані сторінки вона ховала і не показувала навіть чоловікові. Їй здавалося, що вона займається «аматорською нісенітницею», а погане самопочуття накладало відбиток на рукопис: не випадково вона почала роман з останньої глави, з трагічного фіналу: розриву стосунків Скарлетт та Ретта Батлера.
До 1933 року Мітчелл практично завершила роман і сховала його серед купи журналів та іншої макулатури. І тільки через два роки, коли в Атланту приїхав Гарольд Летем, представник найбільшого американського видавничого дому «Макміллан», що подорожував країною в пошуках літературних талантів, подруга вмовила Марґарет віддати йому рукопис твору (колишня назва — «Завтра — інший день»). Протягом наступного року Мітчелл провела кропітку роботу над текстом, особливу увагу звертаючи на історичні деталі і дати. Назва змінюється на «Звіяні вітром» (рядок з вірша «Non Sum Qualis eram Bonae Sub Regno Cynarae» Ернеста Доусона). Роман вперше був опублікований 30 червня 1936 і супроводжувався величезною рекламною кампанією, в якій активну роль брала сама Мітчелл. Авторка власноруч серйозно займалася справами щодо продажу роману, встановлюючи права і відрахування, контролюючи видання іншими мовами.

Авторка писала про роман так:
|  | ... це проста історія про абсолютно простих людей. Тут немає вишуканого стилю, немає філософії, мінімум опису, ні грандіозних думок, немає прихованих значень, ніякої символіки, нічого сенсаційного — словом, нічого з того, що робило інші романи бестселерами. |

У 1937 книга отримала Пулітцерівську премію.
Попри численні прохання шанувальників, Марґарет Мітчелл не написала більше жодної книги.

## Смерть
11 серпня 1949 року по дорозі в кіно її збив автомобіль (водій раніше працював таксистом, звідси помилкові твердження, що її збило таксі), і через 5 днів вона померла, не приходячи до тями.
Похована Марґарет Мітчелл на Оуклендському кладовищі, поряд з могилами батьків і брата. Її чоловік Джон Марш помер від серцевого нападу через три роки, в 1952, і похований поруч із дружиною.

## Переклади українською
Перший український переклад «Звіяних вітром» було видано 1992 року у видавництві «Дніпро».
- Маргарет Мітчелл. «Звіяні вітром» у 2-ох томах. Переклад з англійської: Ростислав Доценко; Художнє оформлення: В. І. Бариба, О. В. Штрамило. Київ: «Дніпро». 1992 р. 544 та 560 стор. ISBN 5-308-01143-5 (обидва томи) ISBN 5-308-01141-9 (Книга 1) ISBN 5-308-01142-7 (Книга 2)
- Маргарет Мітчелл. «Розвіяні вітром» у 2-ох томах. Переклад з англійської: Ростислав Доценко. Харків: «Фоліо». 2004 р. 590 та 592 стор. ISBN 966-03-2546-0. (обидва томи) ISBN 966-03-2547-9 (Книга 1) ISBN 966-03-2548-7 (Книга 2)
- Маргарет Мітчелл. «Звіяні вітром». Переклад з англійської: Ростислав Доценко. Київ: «Країна Мрій». 2016 р. 936 стор. ISBN 978-966-923-111-6